# Daniel Ehrenfried Gravallius
Daniel Ehrenfried Gravallius, född 4 oktober 1777, död 18 november 1849, var en svensk präst och författare. Han var svåger till Wilhelmina Gravallius och morbror till Axel Theodor Bergius. 
Gravallius blev student vid Uppsala universitet 1797, valde den prästerliga banan och utnämndes 1803 till extraordinarie bataljonspredikant vid Södermanlands regemente. Som fältpräst deltog Gravallius först i finska kriget 1808–09, då han blev krigsfånge i Skellefteå, och senare i tyska kriget 1813, då han blev tillfångatagen av fransmännen i slaget vid Leipzig men snart åter frigiven. 1827 befordrades han till kyrkoherde i Skagershults socken och förflyttades därifrån 1830 till kyrkoherdebefattningen i Frustuna och Katrinenäs församlingar. 
Redan under sin tid vid universitetet utgav han en liten samling poem under titeln Promenadläsning och uppträdde sedan emellanåt med diverse skriver såsom Resa från Gräddö till Ratan (1809), som skall vara en efterhärmning av Min son på galejan. Vidare Religionen, skaldestycke (1809), Den yngre baron Münchhausens märkvärdiga öden och bedrifter (1810), Näsknäppen (1815) och Näsknäppens ungar (1815), de bägge sistnämnda insatser i den litterära striden mot Carl August Grevesmöhlen. Därutöver Skaldestycken (1818), Thure, kalender, cousin till Calle och Carolina (1845) med flera arbeten.